# Метлушенко Юрій Володимирович
Юрій Володимирович Метлушенко (нар. 4 січня 1976, м. Радомишль, Житомирська область) — український професійний велогонщик.
Вихованець Броварського вищого училища фізичної культури, де тренувався під керівництвом заслужених тренерів України Миколи Розуменка та Валерія Абаджі.

## Досягнення
2002
1й, Gran Premio della Costa Etruschi
2003
1й, Beveren-Leie
1й, Westrozebeke
1й, Етап 2, Тур Данії
1й, Етап 1, Тур Пуату-Шаранти
2004
1й, Gran Premio della Costa Etruschi
1й, Leeuwse Pijl
1й, Етап 2b, Brixia Tour
2008
1й, Lancaster Classic
1й, Етап 2, Tour de Beauce
2009
1й, Етап 4, Coppi e Bartali
1й, Prologue, Szlakiem Grodów Piastowskich
1й, Етап 6, Tour of Qinghai Lake
1й, Етап 1 (TTT), Univest Grand Prix
1й, Етап 3, Tour of Hainan
2010
1й, Етапи 4 та 5,[Tour of Qinghai Lake
1й, Етап 1, Tour of Hainan
2011
1й, Етап 6, Tour of Qinghai Lake
2012
1й Загальний, Tour of Trakya
1й, Етапи 1, 2 та 4
1й, Етап 4, International Azerbaijan Tour
1й, Етап 3, Baltic Chain Tour
1й, Етап 4, Tour of Taihu Lake
2013
1й  Загальний Тур озера Тайху
1й  Points classification
1й Етапи 1, 2, 3, 4 та 9
2й Tour of Nanjing
3й Гран-прі Вінниці
2016
5й Tour of Yancheng Coastal Wetlands